# Open Firmware

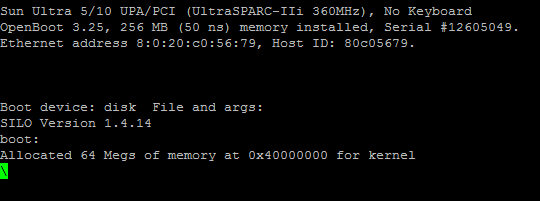
Captura de tela do OpenBoot

Open Firmware (em português, firmware aberto) é um padrão que define as interfaces de um sistema de firmware de computador, anteriormente endossado pelo Institute of Electrical and Electronics Engineers (IEEE). Originou-se na Sun Microsystems, onde era conhecido como OpenBoot, e foi usado por fornecedores como Sun, Apple, IBM e ARM. O Open Firmware permite que o sistema carregue drivers independentes de plataforma diretamente da placa PCI, melhorando a compatibilidade.
O Open Firmware pode ser acessado por meio de sua interface de linha de comando, que utiliza a linguagem de programação Forth.
O Open Firmware é descrito pela norma IEEE 1275-1994, que não foi reafirmada pelo Open Firmware Working Group (OFWG) desde 1998 e, portanto, foi oficialmente retirada pelo IEEE.
Várias implementações comerciais do Open Firmware foram lançadas para a comunidade Open Source em 2006, incluindo a Sun OpenBoot, Firmworks OpenFirmware e Codegen SmartFirmware. O código fonte está disponível no projeto OpenBIOS. A implementação da Sun está disponível sob uma licença BSD.